# Bloody-Brook-Massaker

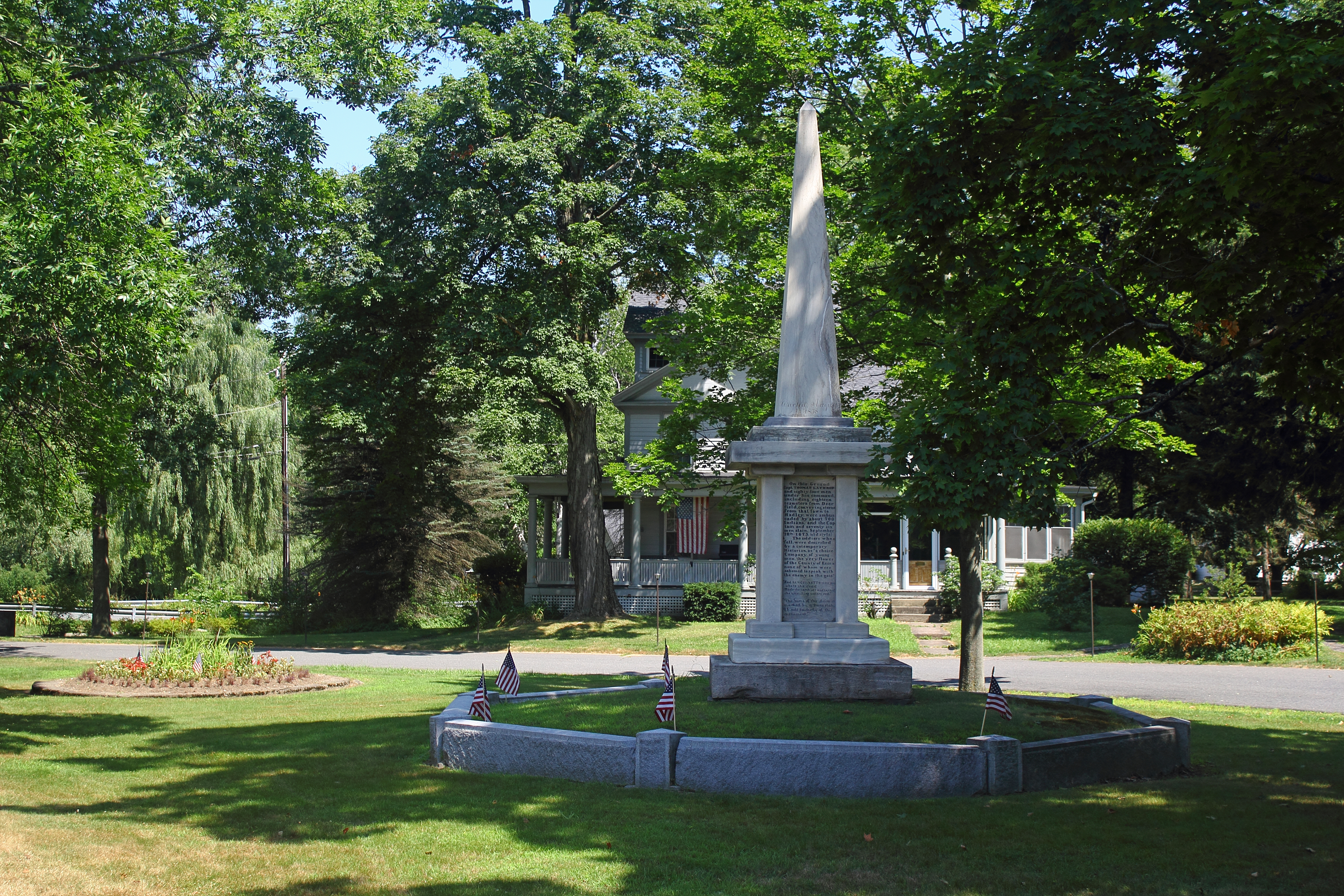
Denkmal in South Deerfield

Die Schlacht bei Bloody Brook war eine militärische Auseinandersetzung zwischen Pocumtuc-Indianer und einer Miliz englischer Siedler in South Deerfield, Massachusetts im Rahmen des King Philip’s War.

## Verlauf
Der englische Captain Lothrop stellte mit 84 Soldaten bei Hadley das Korn sicher, das die dortigen Siedler auf der Flucht vor den Indianern zurückgelassen hatten. Bei der Rückkehr wurden sie am 18. September 1675 beim Überqueren des Bloody Brook südlich von Deerfield unvermutet von 700 bis 800 Indianern umzingelt. Lothrop gehörte zu den ersten Gefallenen. Nur 7 oder 8 Soldaten konnten fliehen, die übrigen wurden getötet. Captain Mosely, der in Deerfield den Kampflärm hörte, beeilte sich, mit seiner Einheit und mit 60 Mohegan den Kampfort so schnell wie möglich zu erreichen. Als er eintraf, waren die Indianer dabei, die Körper der Toten zu verstümmeln. Nach mehreren Stunden des verzweifelten Kampfes zogen sich die Pocumtuc zurück. Captain Moselys Männer töteten 96 Pocumtuc.